# Nicole Hoevertsz

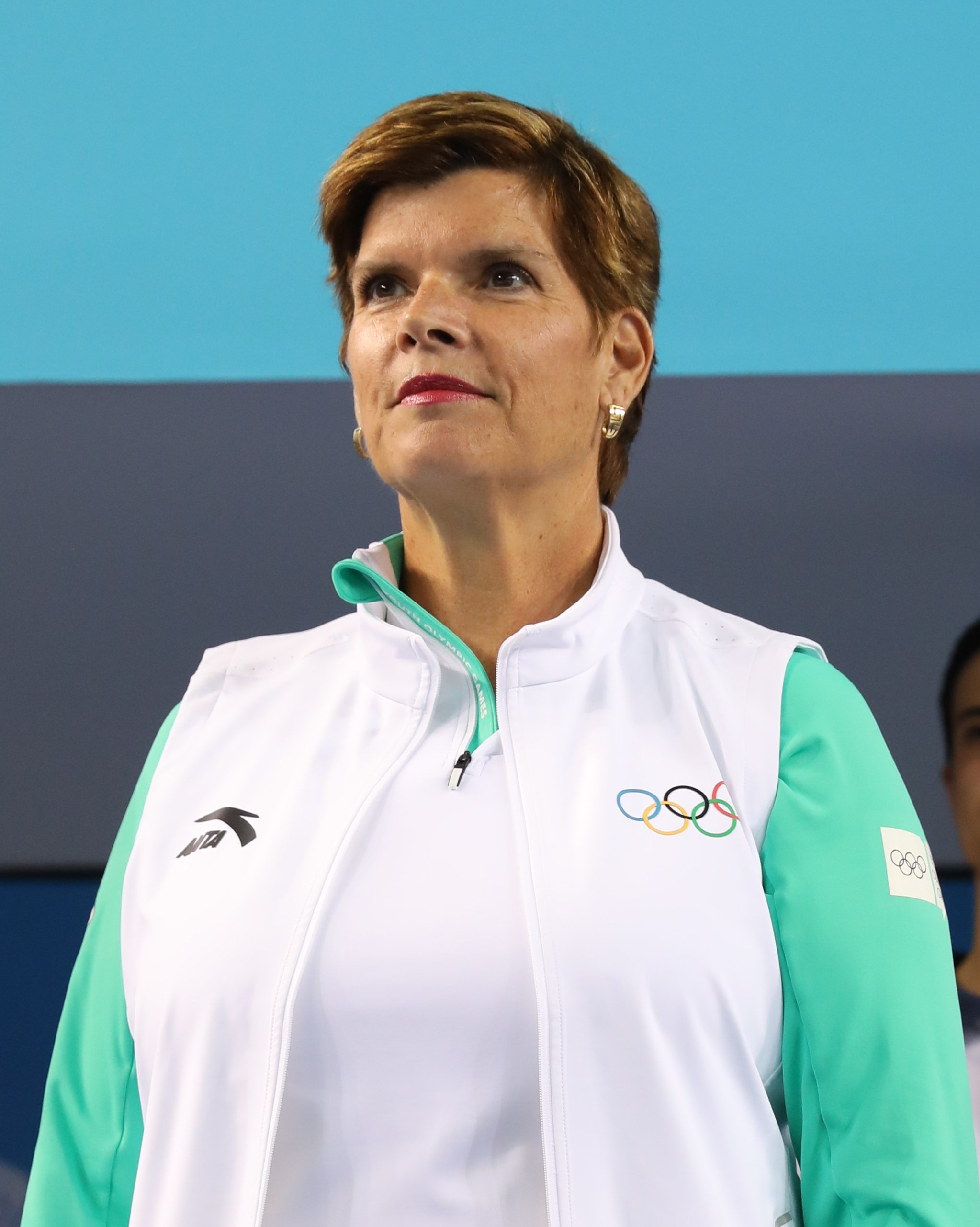
Nicole Hoevertsz (2018)

Nicole Hoevertsz (* 30. Mai 1964) ist eine arubanische Sportfunktionärin und ehemalige Synchronschwimmerin.

## Ausbildung und Berufsleben
Nicole Hoevertsz studierte Antillianisches Recht an der Universität der Niederländischen Antillen. Sie wechselte auf die Universität Leiden, wo sie einen Master in Jura mit dem Spezialgebiet internationales Recht erreichte.
Im Ressort für ausländische Angelegenheiten der arubanischen Regierung arbeitete sie 1991 bis 1994 als Beraterin. Für den Ministerrat von Aruba war sie 1994 bis 1996 stellvertretende Chefsekretärin. Von 1997 bis 2001 war sie Beraterin des arubanischen Premierministers.

## Sportliche Karriere
Nicole Hoevertsz war als Synchronschwimmerin mehrfache arubanische Meisterin und Meisterin der Antillen. Sie nahm zwischen 1973 und 1984 an mehreren regionalen und internationalen Wettkämpfen teil. Höhepunkt ihrer Sportlerkarriere war die Teilnahme an den Olympischen Spielen 1984 in Los Angeles. Für die Mannschaft der Niederländischen Antillen nahm sie im Solo und im Duett teil. Bei den Olympischen Spielen von Seoul 1988 war sie als Trainerin der Synchronschwimmerinnen vor Ort.

## Ämter in Sportverbänden
Seit 1991 ist Hoevertsz Generalsekretärin des arubanischen Schwimmverbandes. Seit 1998 übt sie das Amt der Generalsekretärin des arubanischen NOKs aus. Für die Panamerikanische Sportorganisation PASO ist sie seit 1998 Kommissionspräsidentin für Frauensport und seit 1999 Kanzlerin der PASO.

## Tätigkeiten innerhalb des IOC
2006 wurde Nicole Hoevertsz zum IOC-Mitglied gewählt. Sie arbeitete und arbeitet in verschiedenen Kommissionen, so z. B. in der Kommission Frauensport (2003 bis 2015), in der Kommission internationale Verbindungen (2009 bis 2015), in der Kommission Jurisdiktion (2014 bis 2015), in der Kommission Sport und Recht (2014 bis 2015), sowie seit 2015 in den Kommissionen Rechnungsprüfung, Olympische Solidarität und Rechtsangelegenheiten.